# 妄想メガネ
『妄想メガネ』（もうそうメガネ）は、あずまゆきによる日本の漫画作品である。最初の話は集英社の『BJ魂』2010年8月1日発売号に掲載。同誌と『ビジネスジャンプ』（同社刊）に複数回掲載された後、同社の『GRAND JUMP WEB』で2011年11月より月1回の配信が開始。2012年10月まで配信された後、『グランドジャンプ』（同社刊）に移籍し2012年25号から月1回・毎月第1水曜に、2015年8号からは毎月第3水曜に掲載され、2016年8号まで連載。最終話は『グランドジャンプPREMIUM』（同社刊）2016年5月号に掲載された。

## 概要
「気になっている女性の服が透けて見える」という男性の妄想が具現化したメガネを主題とした物語である。基本的に1話完結の形式であり、登場する主人公（メガネをかける人）とヒロインは毎回違うが、第1話と最終話のみは例外で、同じ主人公とヒロインが登場する。
各回の扉絵は、ヒロインの立ち絵である。この絵はメガネの効果により服の大部分が透けていて、ブラジャーやパンティといったランジェリーの類が見えている他、ヒロインの衣装が水着やバニーガールのコスチューム等である場合には体の一部や臀部といった裸体が透けて見えていたりする。
また、単行本の表紙には収録されている話のヒロインの代表2名がメガネ越しに写った（つまり、服の大半が透けていて下着や裸体が見えている）イラストとなっていって、巻頭には扉絵のフルカラーイラストや作者によるコメントが載っており、他にも登場するヒロインのスリーサイズや誕生日と言ったプロフィールが追加で記載されている。

## メガネについて
この作品ではタイトルともなっている「妄想メガネ」が重要なアイテムとなっている。
メガネの形状は一定ではない。主人公の男性が気付いていないことからかける人が普段使用するものと同じような形をしていると考えられる。
このメガネを通して気になる女性を見ると、その女性の服や水着だけが透けて、下着や裸が見える様になる。メガネを外して覗いた場合は、メガネを通した部分だけが透けて見える。
透け方(見え方)に関しては、何の前触れも無くいきなり女性の服が透けて下着姿に見えるように、劇中では描写されている。
透けて見える順番は、女性の衣装が水着やバニーガールのコスチューム等の場合は最初から必ず裸が見えるが、服を着ている場合はまず最初に服が透けて下着が見えるようになり、ある程度経過してから下着が透けて裸が見えるようになる。
複数の人が視界にいても服が透けて見えるのは対象の女性のみである。このため、着用者にも見えているものが非現実的なものだと分かる。女性側からは、メガネの対象になっていることは分からないが、メガネをかけている男性の発言や行動やその女性への態度等により、動揺や困惑したり、男性に不信感を抱いたり、男性の体調を気遣ったりする。

## 登場人物
前述のように本作は1話完結形式であり、1話毎に登場人物が変わるので、ここでは単行本の表紙に選ばれたヒロインを紹介する。
佐倉 小春
- 誕生日・・・5月3日
- スリーサイズ・・・85/63/86

第2話のヒロインであるOLの女性。1巻の表紙では向かって右側に写っている。
本編では、リボンやレースがあしらわれた薄いピンク色のブラジャーとパンティを身に着けているが、表紙ではレースが無い濃いピンク色のブラジャーとパンティを身に着けている。
水無月 文乃
- 誕生日・・・10月10日
- スリーサイズ・・・80/64/82

第9話のヒロインである体操服を着た女子高生。「ドジっ子=お尻」という作者の考えに基づいて、扉絵は彼女を背後から見たような構図となっている。1巻の表紙では向かって左側に写っている。
扉絵では（背後から見た構図なので視認しづらいが）正面側にフリルがあしらわれた薄いピンク色のブラジャーとパンティを身に着けているが、本編や表紙では色は同じだがフリルが無いブラジャーとパンティを身に着けている。
浜崎 理亜
- 誕生日・・・3月3日
- スリーサイズ・・・86/60/88

第16話のヒロインであるバニー服を着た女性。2巻の表紙の右側に登場している。
バニー服の下に何を着用するかを作者が知らないため、立ち絵では手で乳房を隠すポーズをとっている。
沢渡 瑠華
- 誕生日・・・11月22日
- スリーサイズ・・・86/60/88

第22話のヒロインである大学生。実際にはメイド服を着ているが、作中では眼鏡の効果によりほとんど描かれていない。2巻の表紙の左側に登場している。
双子であり、妹は続く第23話のヒロインとなっている。
須田 遥香
- 誕生日・・・1月21日
- スリーサイズ・・・94/61/93

第33話のヒロインであるCA。3巻の表紙の左側に登場している。
作品初の黒ストッキング着用キャラであり、作者も「見所はストッキングから透ける下着」と発言している。
石川 瑠奈
- 誕生日・・・9月29日
- スリーサイズ・・・90/60/91

第37話のヒロインである大学生。ファミレスでバイトしている。3巻の表紙の右側に登場している。

## 単行本
- あずまゆき 『妄想メガネ』 集英社〈ヤングジャンプ・コミックス GJ〉、全5巻
  1. 2012年11月24日発行、2012年11月19日発売 ISBN 978-4-08-879474-7
  2. 2013年4月24日発行、2013年4月19日発売 ISBN 978-4-08-879584-3
  3. 2014年6月24日発行、2014年6月19日発売 ISBN 978-4-08-879799-1
  4. 2015年6月24日発行、2015年6月19日発売 ISBN 978-4-08-890217-3
  5. 2016年6月22日発行、2016年6月17日発売 ISBN 978-4-08-890466-5